# Mezei juhar
A mezei juhar (Acer campestre) a szappanfavirágúak (Sapindales) rendjébe, ezen belül a szappanfafélék (Sapindaceae) családjába tartozó faj.

## Előfordulása
A mezei juhar egész Európában közönséges; főleg az irtásokon, legelőkön feltűnő. E növényfaj előfordul a Bükk-vidéken.

## Alfajok, változatok
- Acer campestre subsp. leiocarpum (Opiz) Schwer.
- Acer campestre subsp. marsicum (Guss.) Hayek
- mátrai juhar (Acer campestre var. acuminatilobum) J.Papp

Az Appennini-félsziget déli részén élő változata, az Acer campestre var. marsicum levelei háromkaréjúak, ép szélűek – ezzel a francia juharhoz (Acer monspessulanum) hasonlít, ezért lehetségesnek tartják, hogy e két faj természetes hibridje.

## Megjelenése
A mezei juhar kisebb termetű, lombhullató fa, ritkán éri el a 10–15 méternél nagyobb magasságot, de kivételes esetekben akár 25 méterig is felmagasodhat. Koronája sűrű, szabályos gömbölyded, sokszor terebélyes.
Kérge mélyen repedezett, apró pikkelyekben hámlik. A frissen levált pikkelyek helyén a kéreg narancs-barna, később vörösbarnára sötétül. Az első éves hajtások kérge még zöldesbarna, és sárga paraszemölcsök tarkítják. A többnyire görbe törzs keskenyen bordás, a vesszők gyakran vastagon paralécesek. Fiatal hajtásai kissé szőrösek.
Szabályosan 5 karéjú, 4–8 centiméteres, hosszú nyelű levelei átellenesen állnak, a csúcsuk lekerekített, a szélük ép vagy kevés tompa foggal tagolt. Egyes karéjok az alapjuk felé elkeskenyednek. A levéllemez felül fénytelen sötétzöld, a fonákja világosabb, enyhén pelyhes. A porzós virágban öt csészelevél és ugyancsak öt visszás-lándzsás alakú, zöldessárga sziromlevél alakult ki.
Termős és porzós virágai ugyanazon a fán, de külön, kevés virágot tartalmazó, laza, molyhos kocsányú bugákban nyílnak.
Iker lependék termésének szárnyai csaknem egy vonalban (közel 180°-os szögben) állnak. A szárnyfüggelék kissé görbült.

## Életmódja
A tápanyagban gazdag vályog- vagy törmeléktalajokon 800–900 méter magasságig az ártéri erdőktől a karsztbokorerdőkig a legtöbb erdőtársulásban előfordul, de a legjellemzőbben az aljnövényzetben bővelkedő gyertyános–tölgyesekben.
Virágai áprilisban, a levélrügyek kipattanásával egy időben nyílnak. Levelei ősszel aranysárgára sárgulnak.

## Felhasználása
A Földközi-tenger egyes vidékekein oszlop helyett telepítették, és az így ültetett fák közé húzták ki a szőlőt tartó drótokat. Jól esztergálható fájából főleg konyhai eszközöket és ültető szerszámokat készítenek. Díszfának is ültetik, ezért a városokban sem ritka.

## Képek

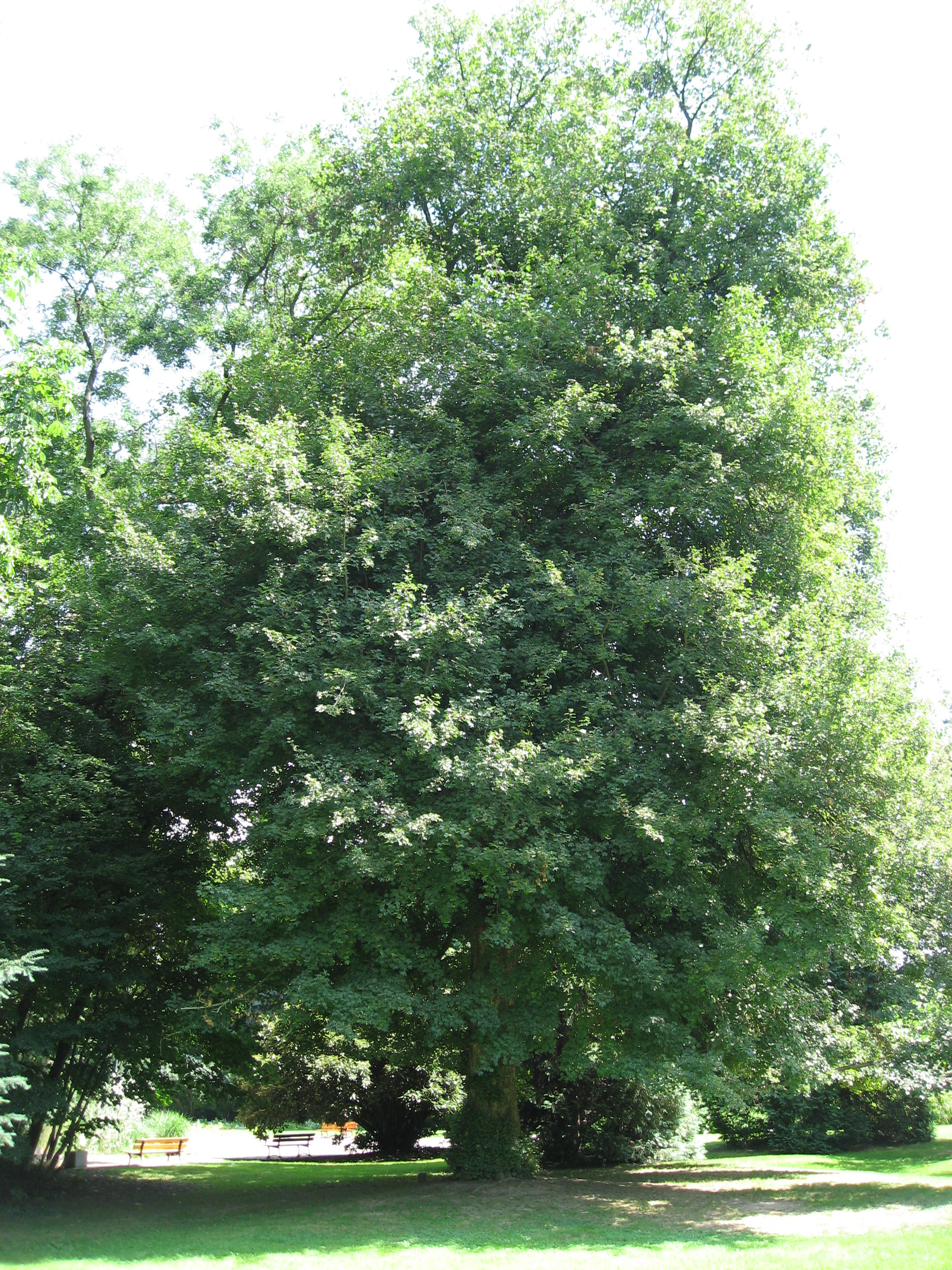
A növény
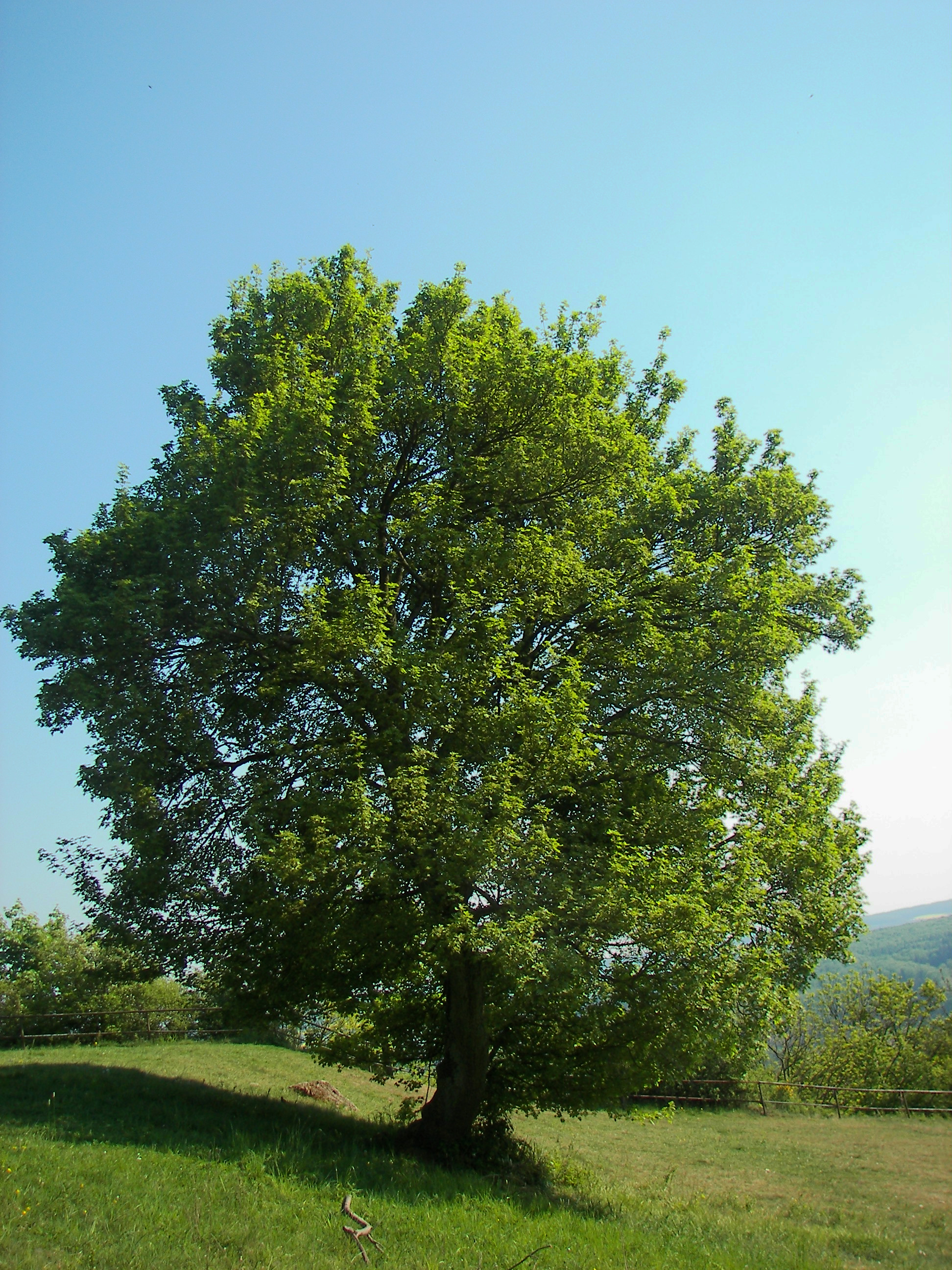
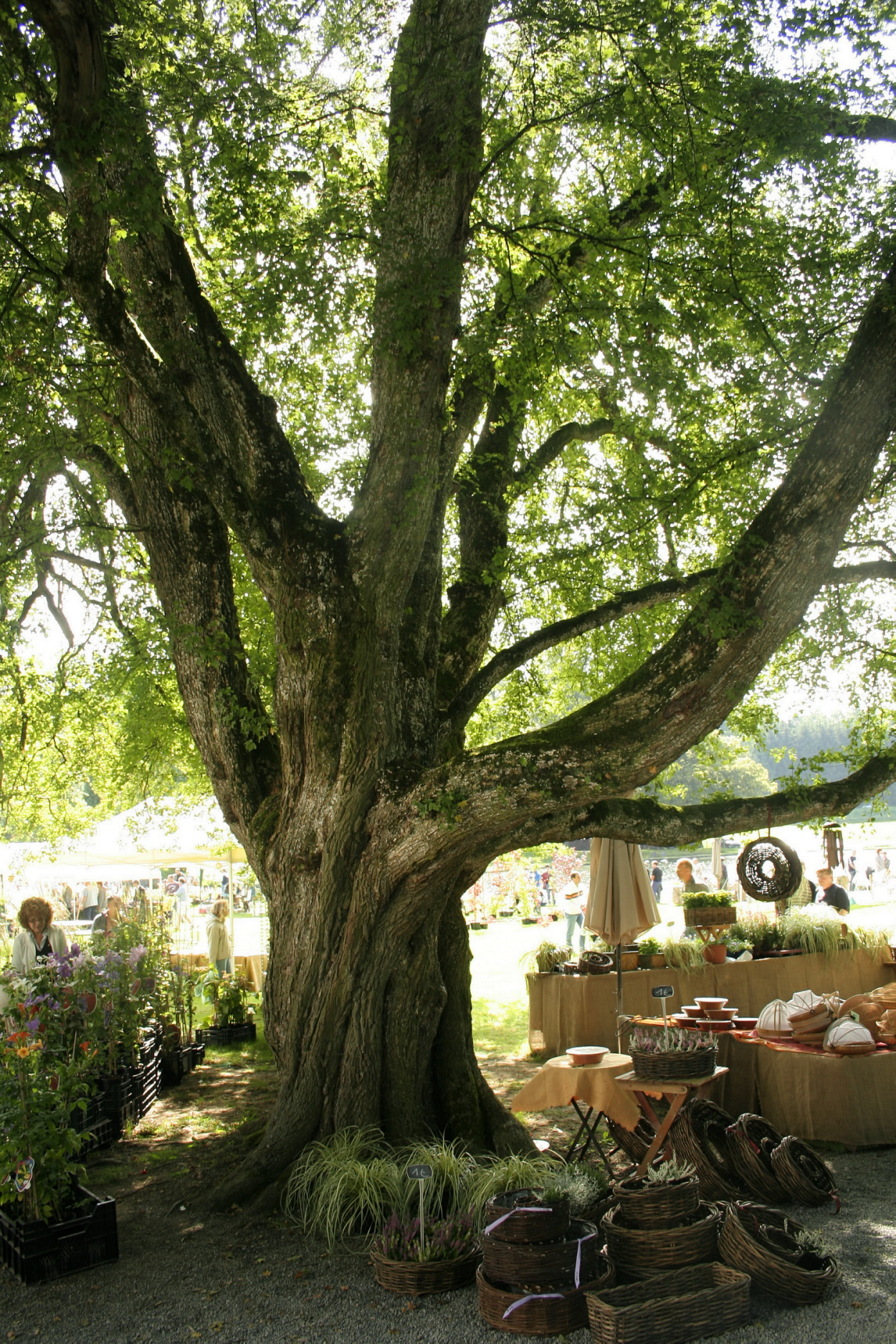
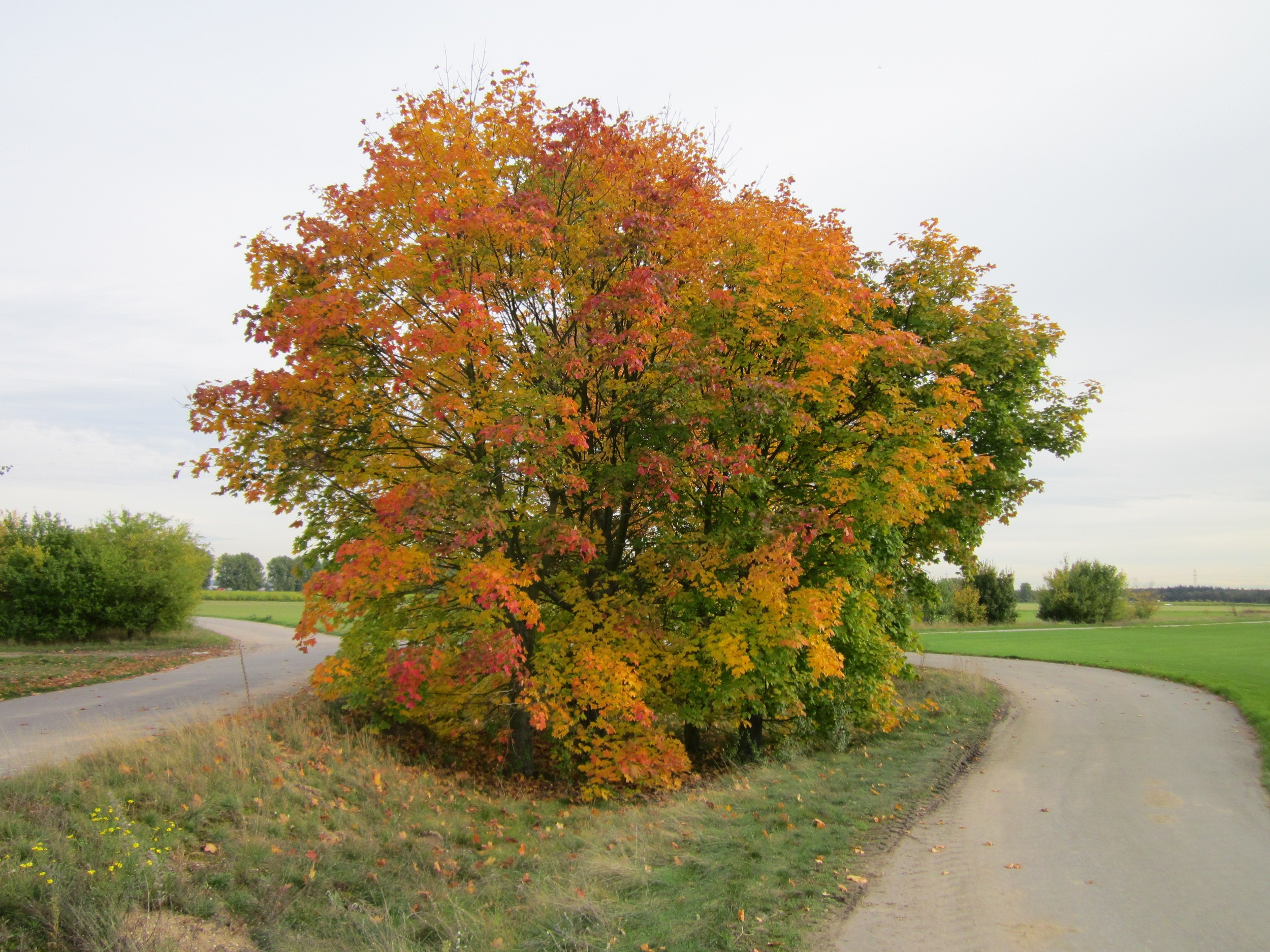
ősszel
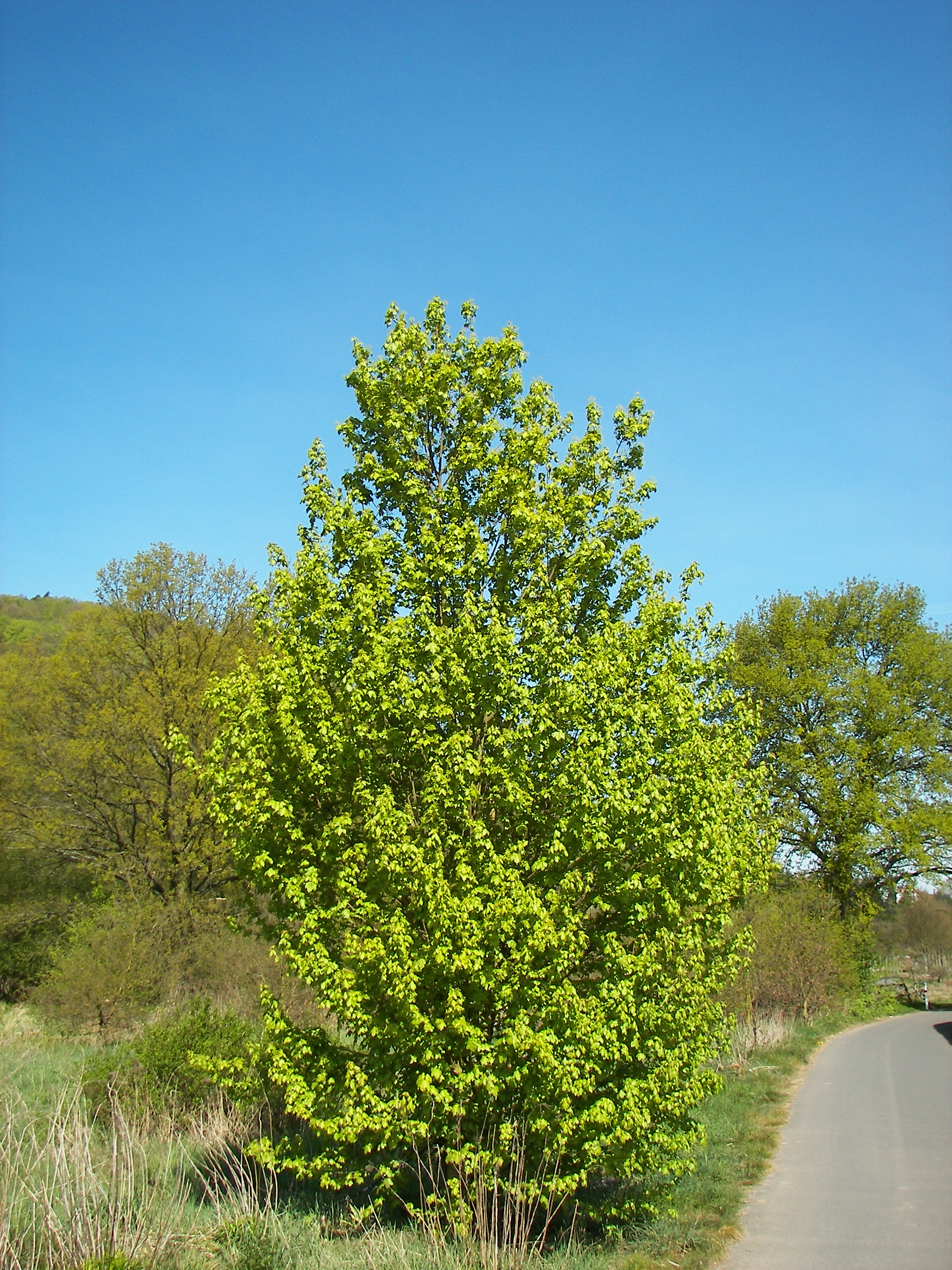
Fiatal példány
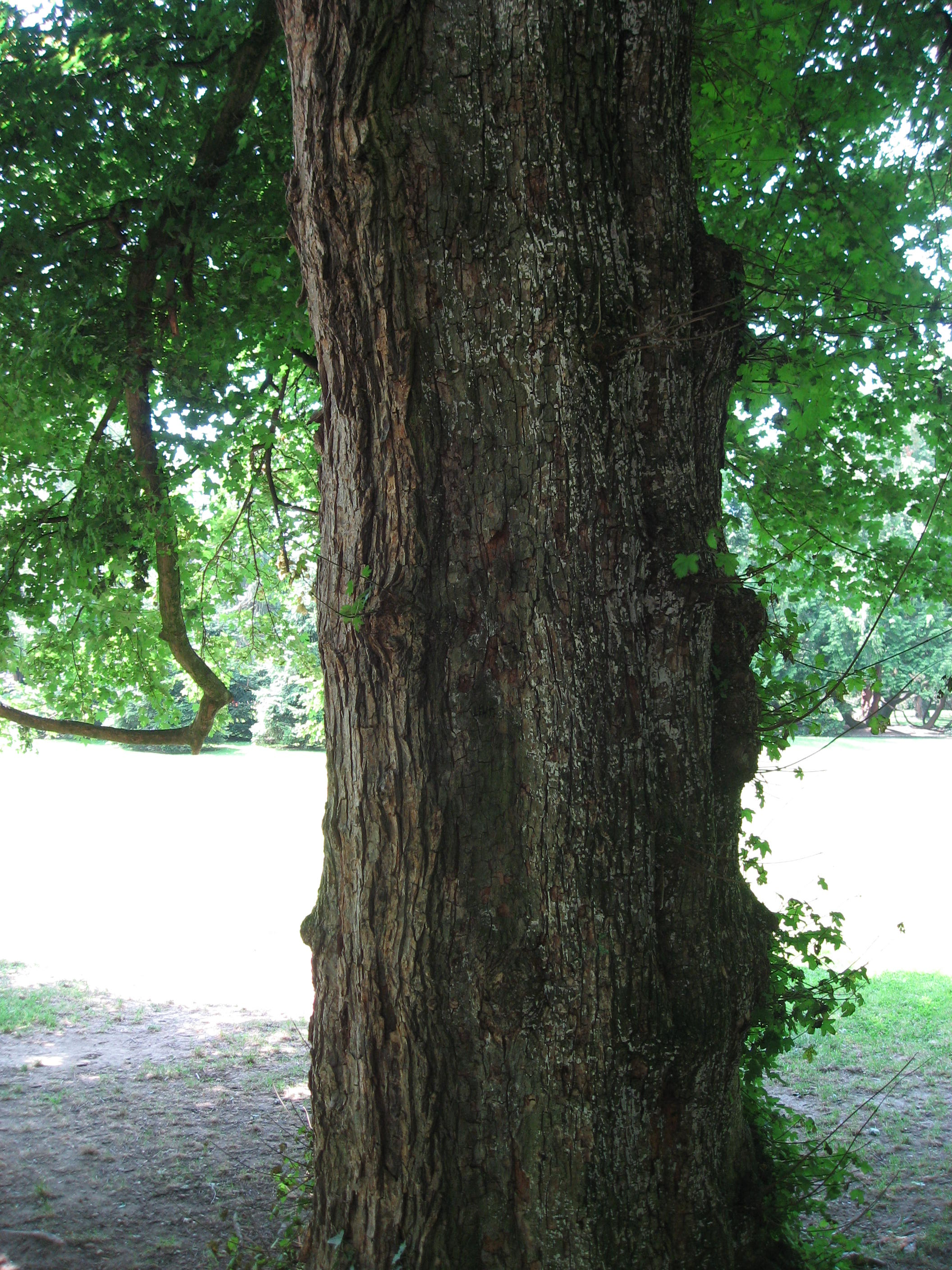
Törzse,
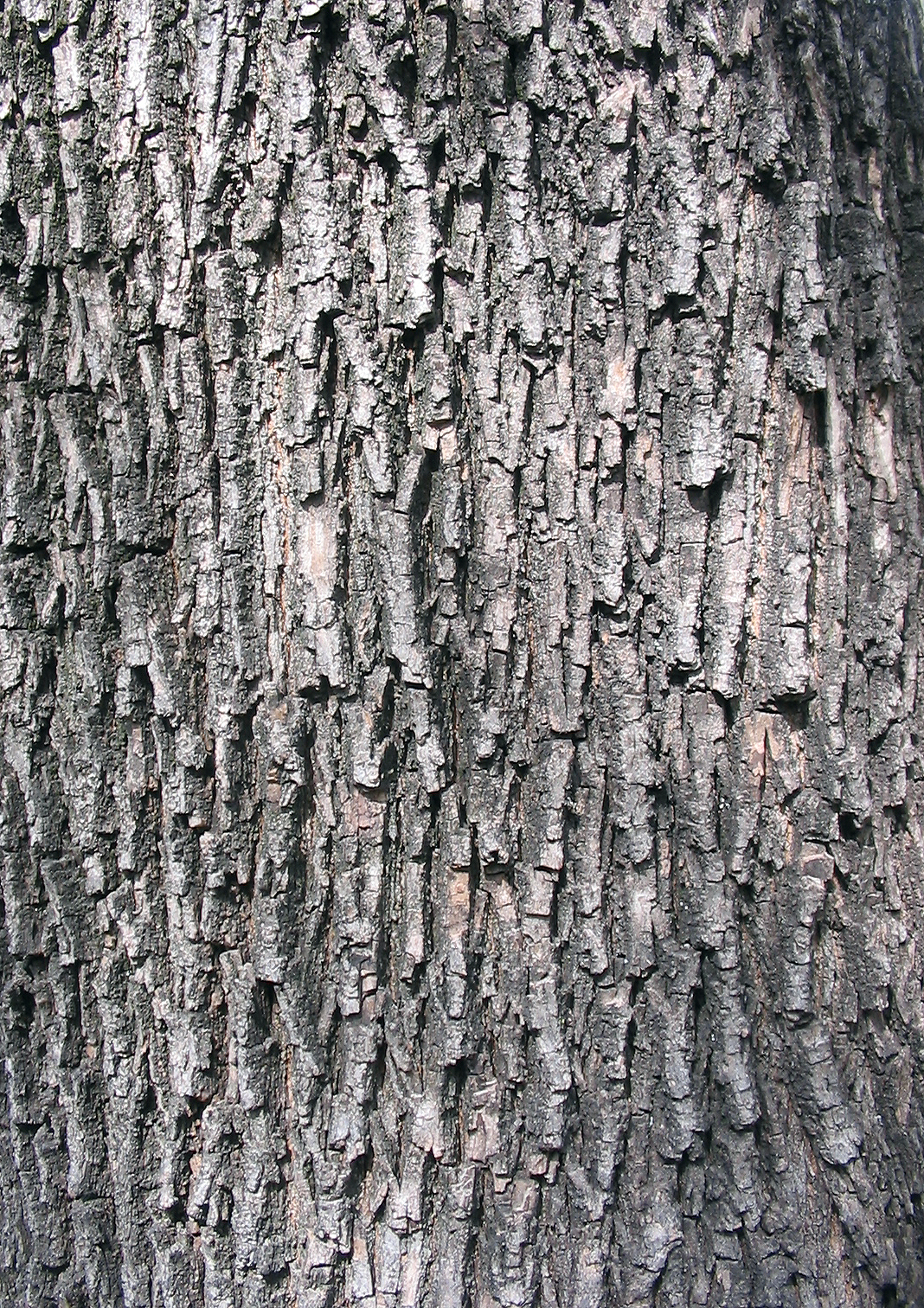
kérge,
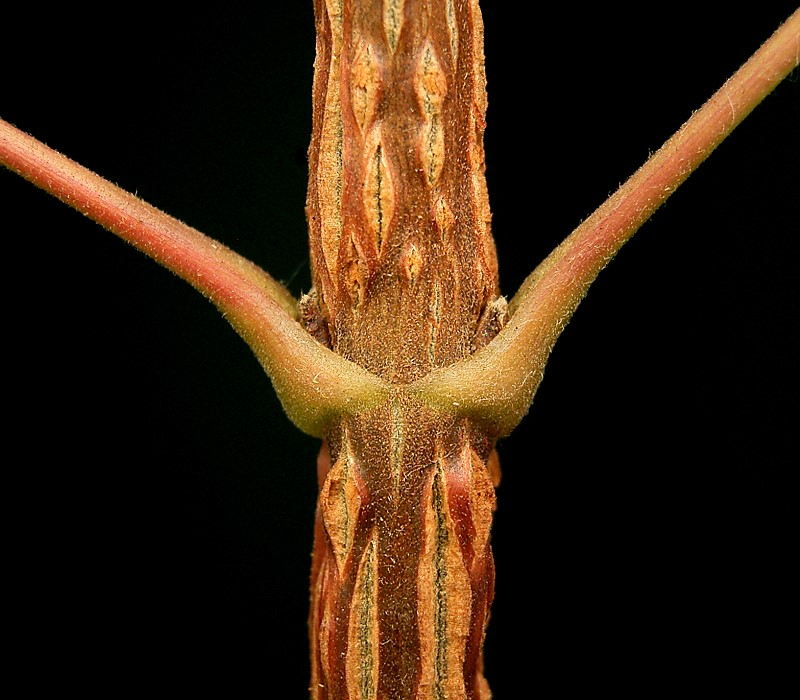
ága,
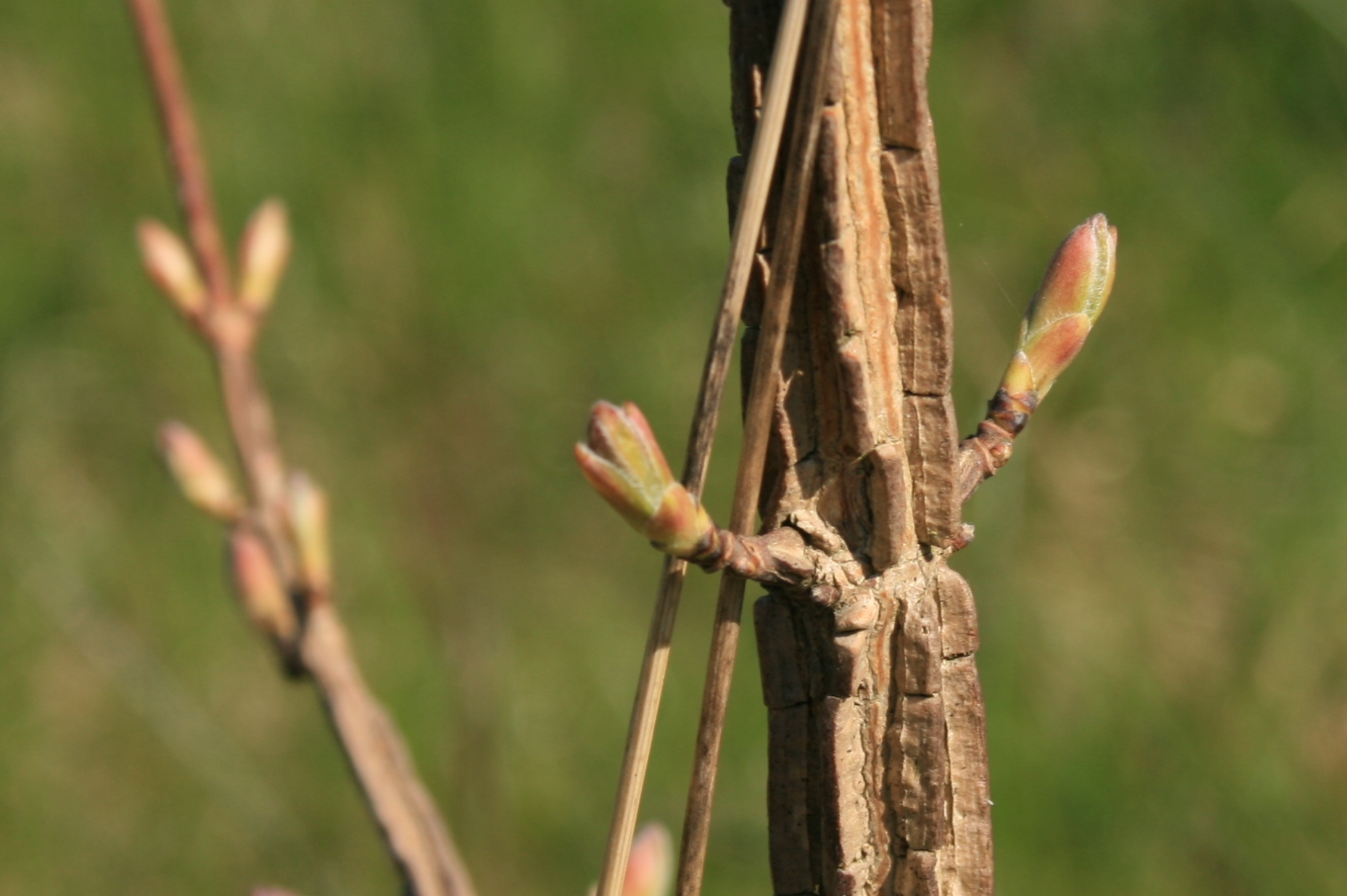
rügyek és
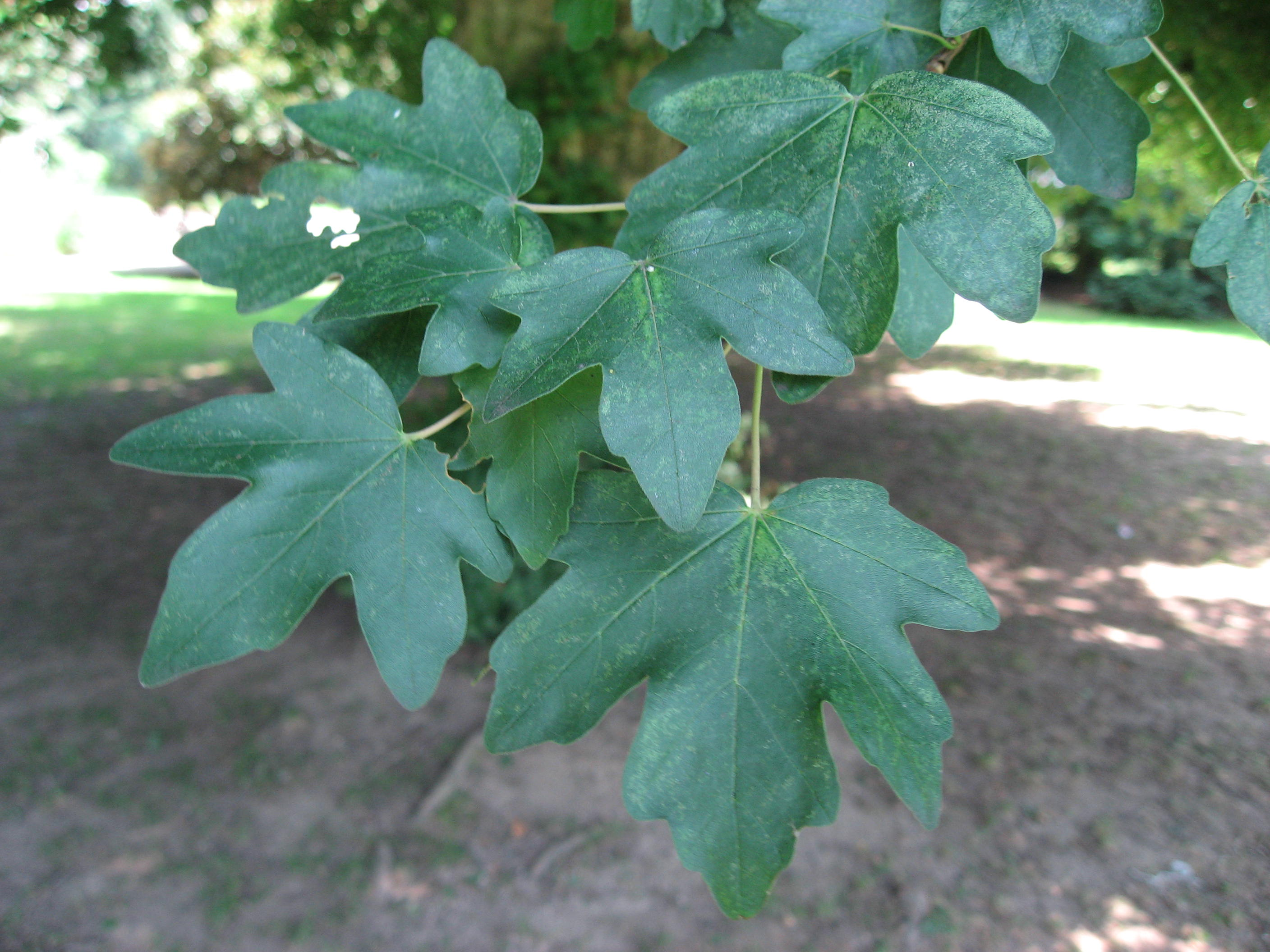
levelei
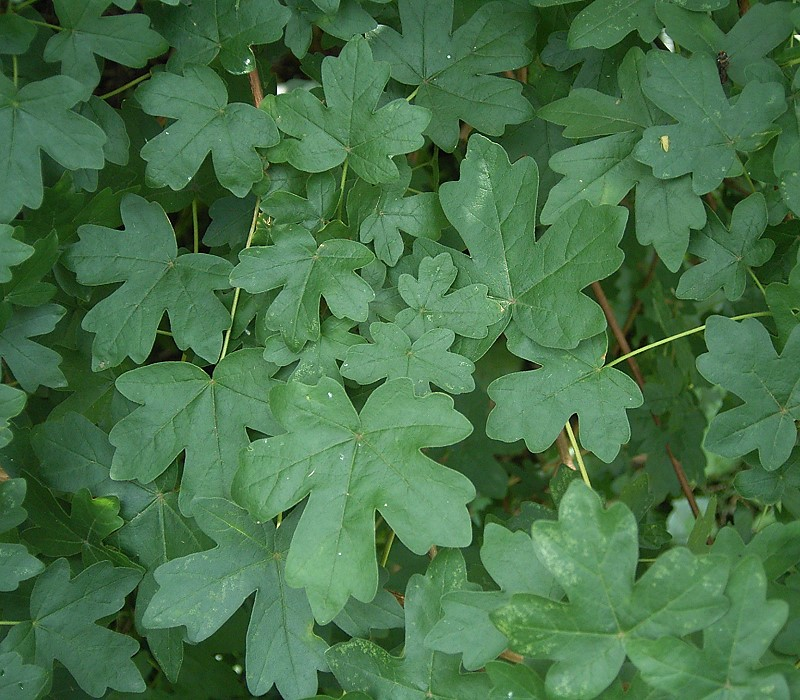
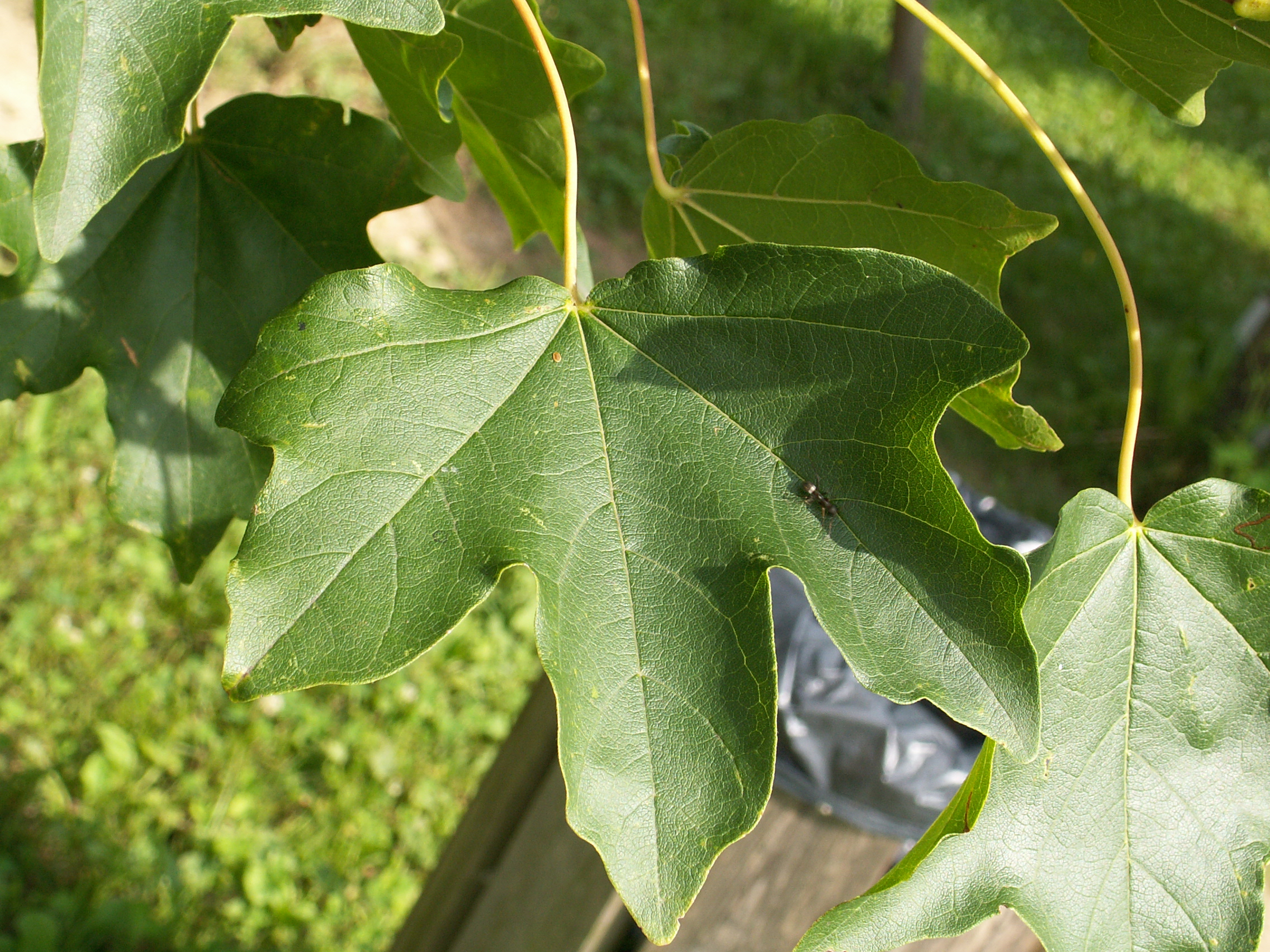
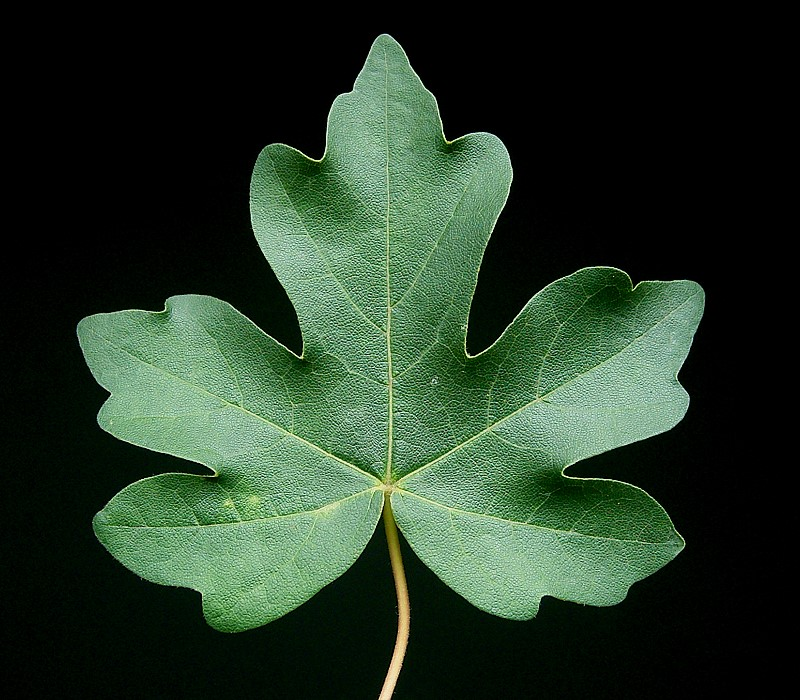
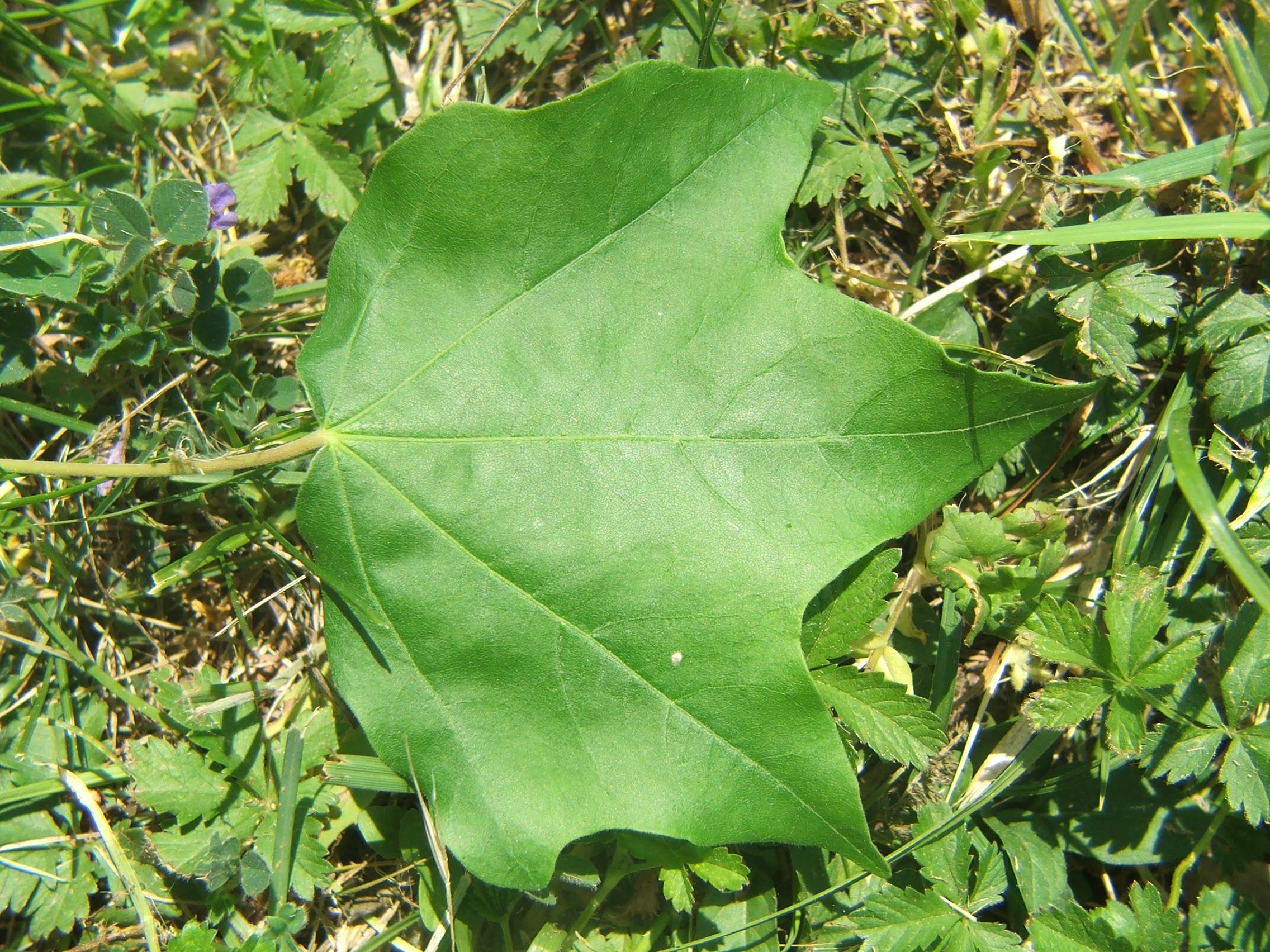
Mátrai juhar levél
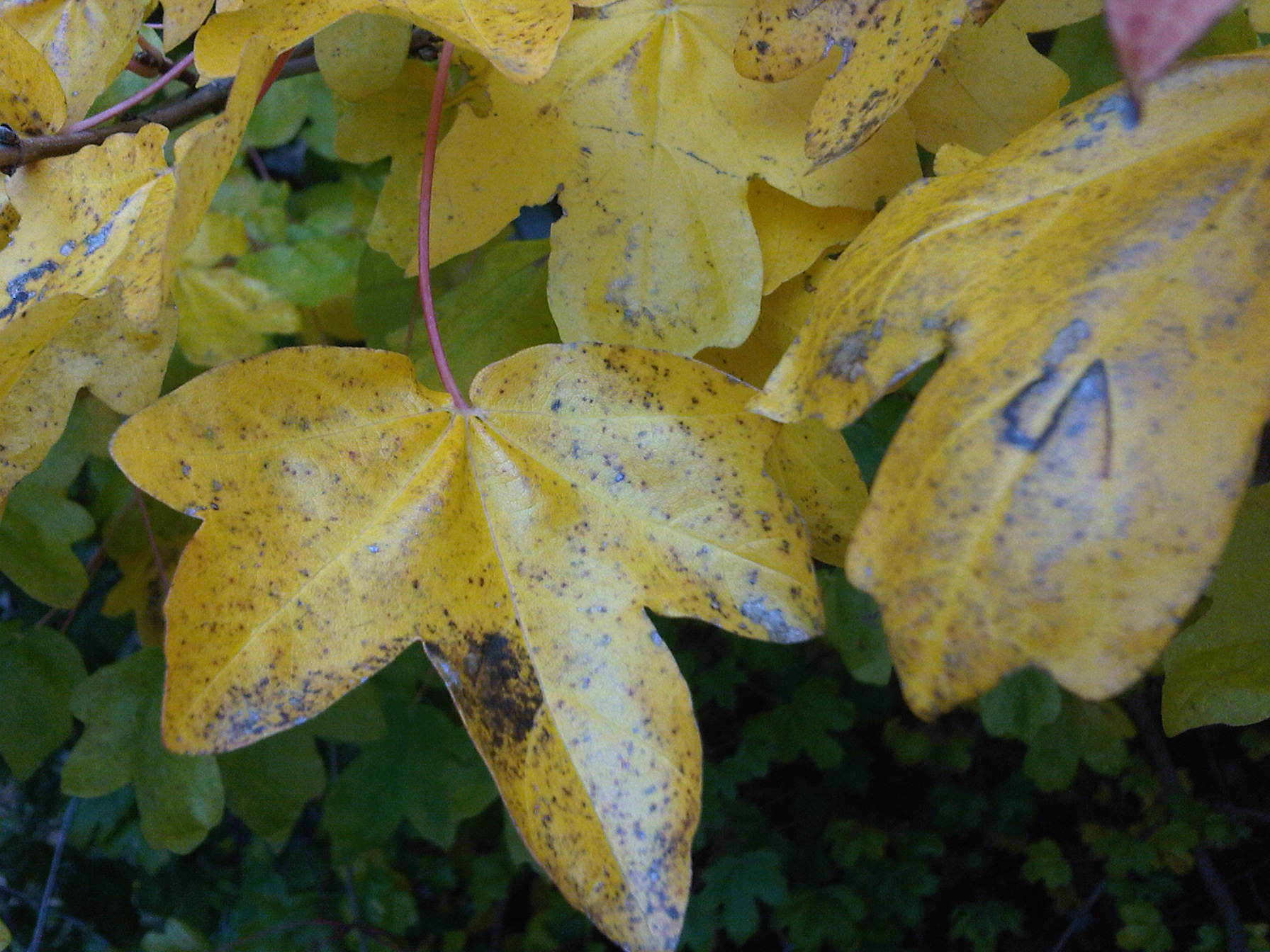
Levelek őszi
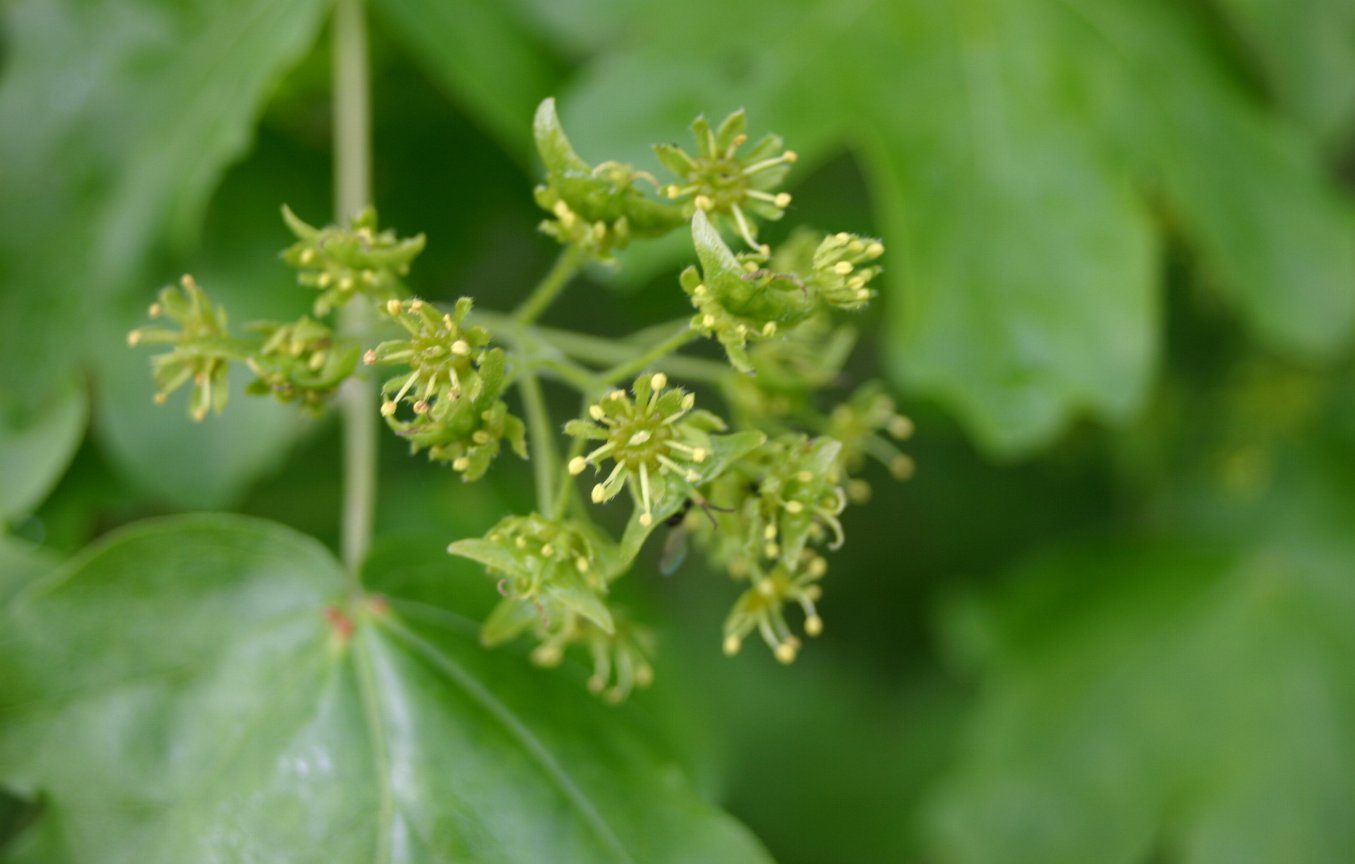
Virágai
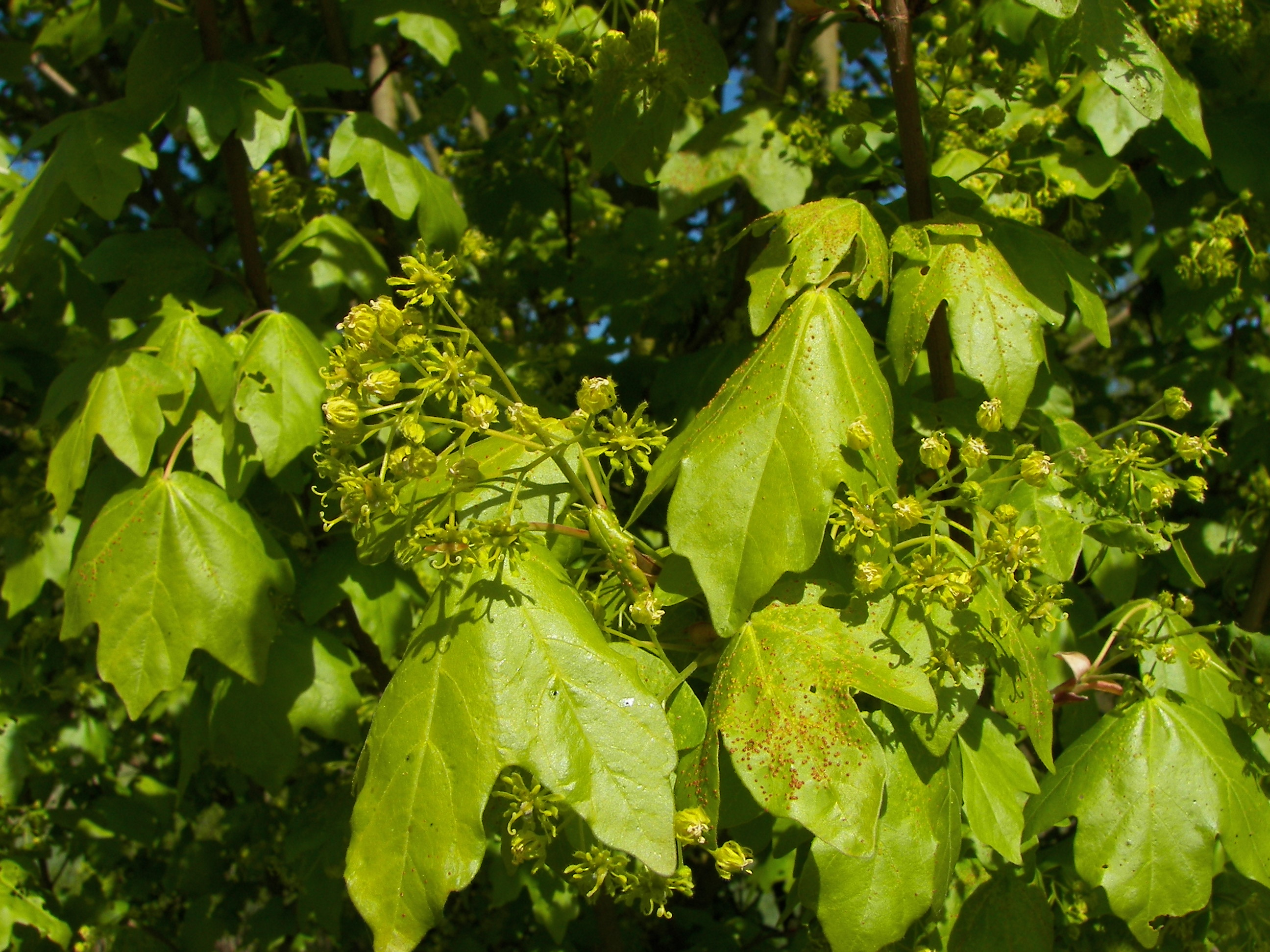
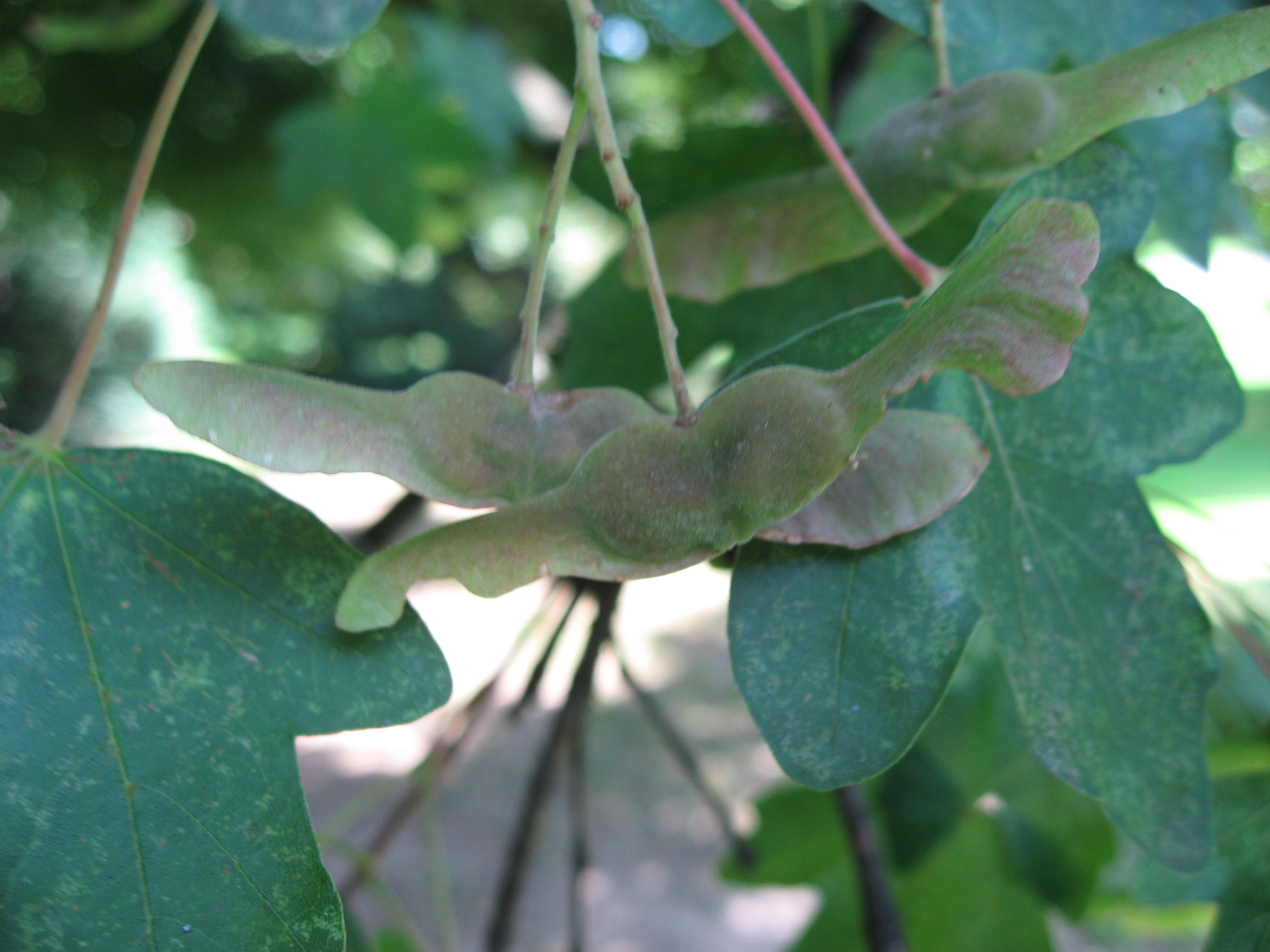
Termései
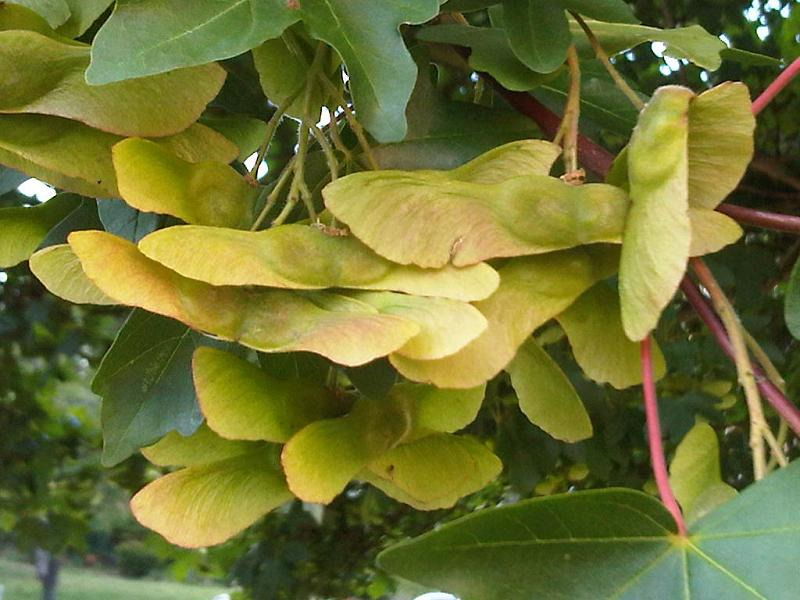
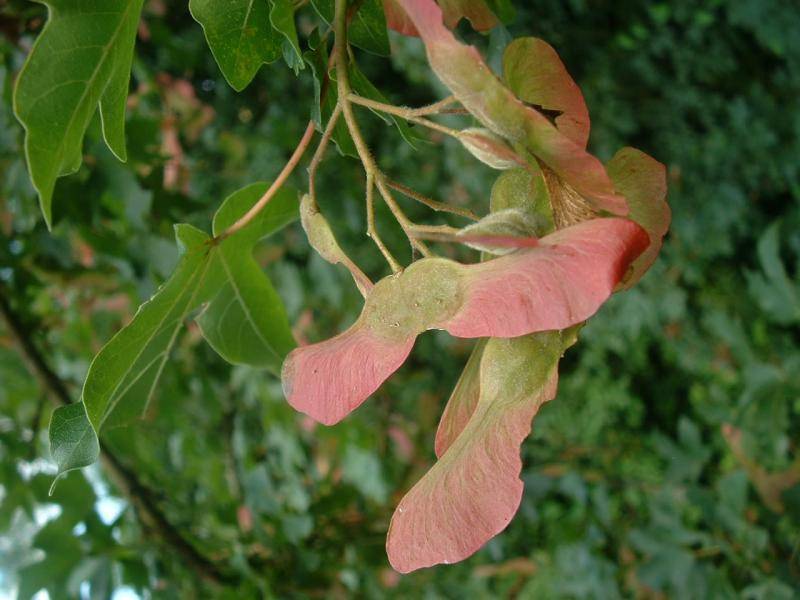
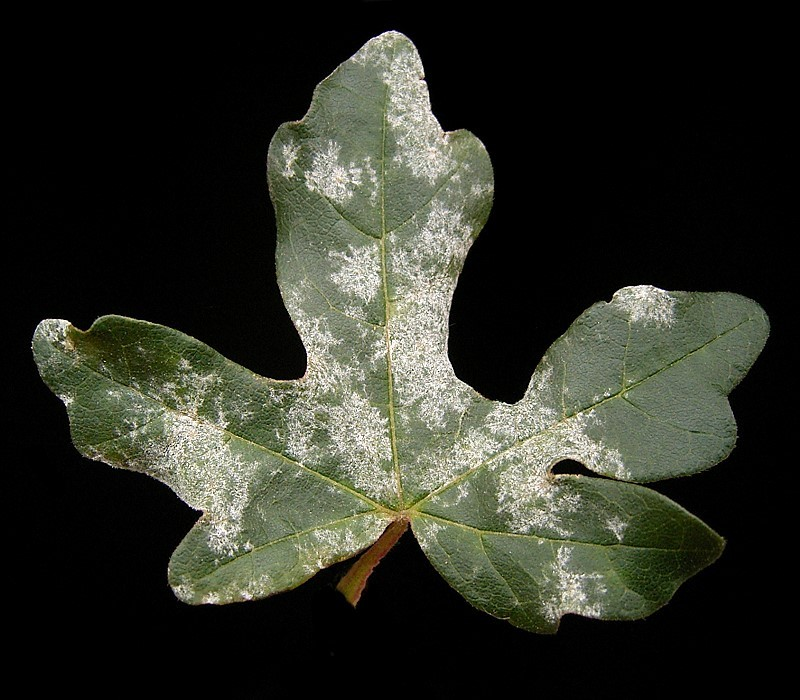
Beteg levél
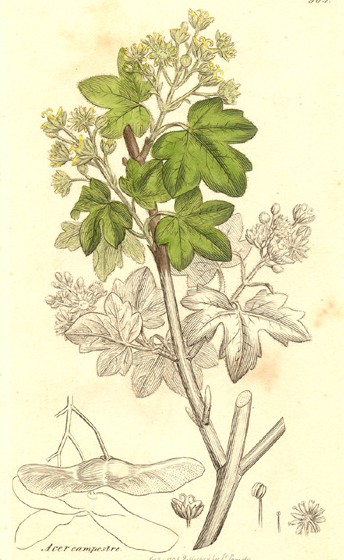
Rajzok a növényről
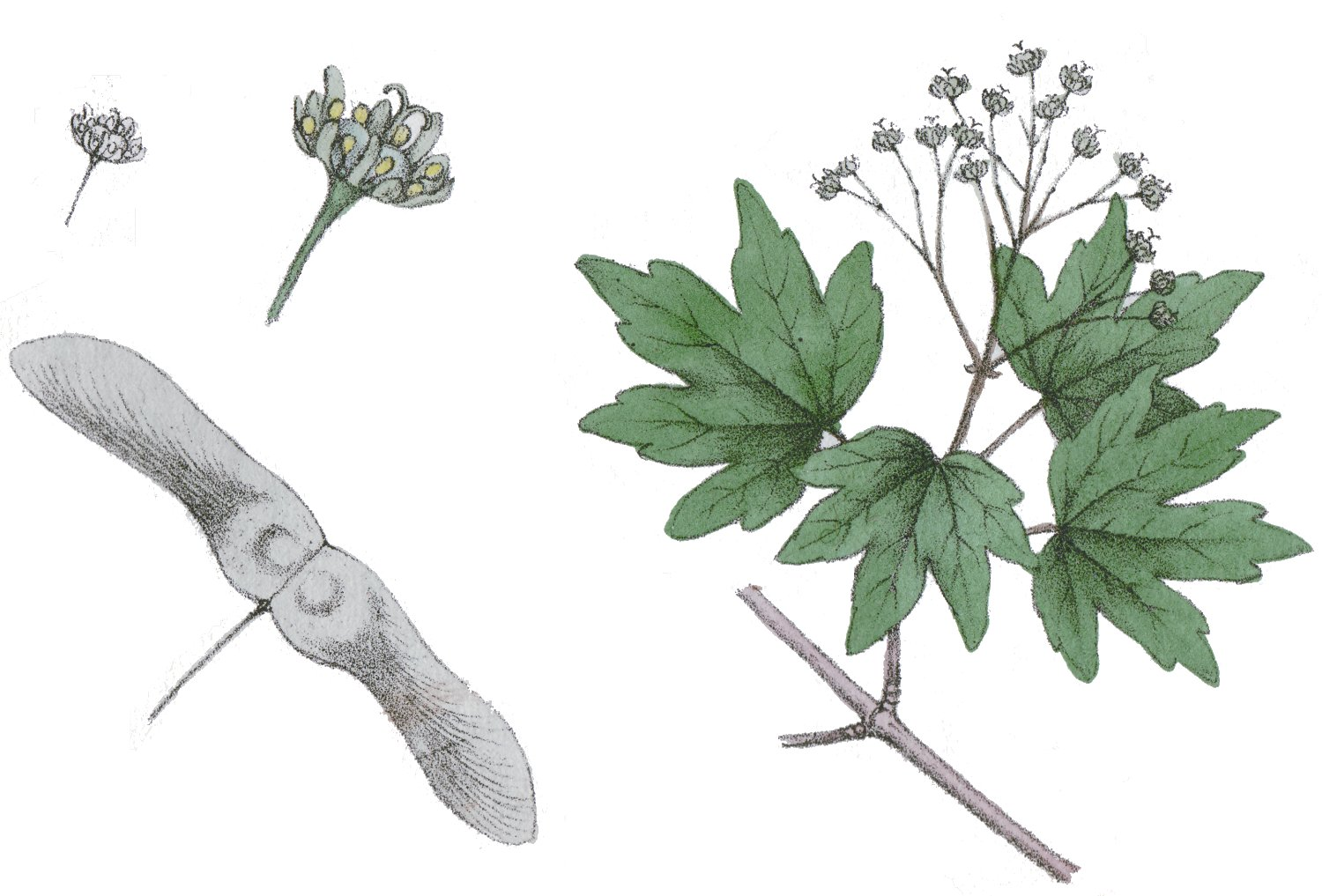